# La Chapelle-Laurent
La Chapelle-Laurent è un comune francese di 353 abitanti situato nel dipartimento del Cantal nella regione dell'Alvernia-Rodano-Alpi.

## Società

### Evoluzione demografica
Abitanti censiti